# Barrage Youssef Ibn Tachfin
Le barrage Youssef Ben Tachfin est un barrage sur l'oued Massa, dans la province de Tiznit, au Maroc.
Inauguré en 1972, il a pour but d'irriguer la plaine des Chtouka.